# Thierry Thulliez
Thierry Thulliez, né le 4 août 1974 à Aubervilliers, est un jockey français.

## Biographie
Thierry Thulliez intègre l'Afasec, l'école des jockeys, à 15 ans, fait son apprentissage chez Lucien Bates, puis se produit dans les courses d'obstacles pour Jean-Paul Gallorini avant d'entrer au service de Corine Barande-Barbe et de se consacrer uniquement aux courses de plat. Il remporte alors pour elle, en 1995, son premier groupe 1, le Prix de Diane avec la pouliche Carling, lauréate par la suite du Prix Vermeille. Au début des années 2000, Thierry Thulliez monte pour Pascal Bary et l'écurie Niarchos, dont il fait briller les couleurs dans le Prix du Jockey Club avec Sulamani, la Breeders' Cup Mile avec Domedriver ou encore le Prix Jacques Le Marois avec la championne Six Perfections. Jockey freelance par la suite, il s'adjuge tout au long de sa carrière 1 556 victoires, dont 16 groupe 1, avant de prendre sa retraite en 2020. Il devient par la suite consultant pour la chaîne Equidia.

## Palmarès
France
- Prix du Jockey Club – 2 –  Sulamani (2002), Blue Canari (2004)
- Prix de Diane – 1 –  Carling (1995)
- Poule d'Essai des Poulains – 1 – Style Vendome (2013)
- Prix Vermeille – 1 –  Carling (1995)
- Prix Marcel Boussac – 1 –  Six Perfections (2002)
- Prix Jacques Le Marois – 1 –  Six Perfections (2003)
- Prix Jean Prat – 1 –  Stormy River (2006)
- Prix d'Astarté – 1 –  Darjina (2007)
- Prix de l'Opéra – 1 –  Satwa Queen (2007)
- Critérium international – 1 – French Fifteen (2011)
- Critérium de Saint-Cloud – 1 –  Epicuris (2014)
- Prix Jean-Luc Lagardère – 1 –  Full Mast (2014)
- Prix du Cadran – 1 –  Mille Et Mille (2015)

 États-Unis
- Breeders' Cup Mile – 1 –  Domedriver (2002)

 Italie
- Premio Roma – 1 –  Feuerblitz (2013)